# Воронівка (Звенигородський район)
Вороні́вка — село в Україні, у Звенигородському районі Черкаської області, у складі Вільшанської селищної громади. Розташоване на обох берегах річки Вільшанки за 25 км від залізничної станції Городище. Населення — 1 034 чоловік, 610 дворів.

## Історія
Походження назви села має кілька версій. В історичній літературі Л. Похилевича «Сказання про населені місцевості Київської губернії» згадується, що село отримало назву, за переказами, від великої кількості ворон, що мешкали на високих тополях, якими були насаджені сільські вулиці. Інша версія походження назви села така: по обох берегах річки Вільшанки були невеликі поселення — воронки, звідки й пішла назва.
Мешканців села в середині 19 століття було 1 715 осіб. В селі була дерев'яна Богословська церква 5-го класу, що мала 36 десятин землі і була побудована в 1846 році на місці старої, що валилась.
До Жовтневого перевороту село і земля належали графині Марії Браницькій. В історичній літературі про це є такий запис:

«В селе Вороновка числится земли 2 850 десятин, из них принадлежит помещикам 1 075 десятин, церковних 33 десятины и крестьянам 1742 десятины. Село принадлежит помещице, графине Марии Евсафьевне Браницкой. Хозяйство в имении ведет управляющий Эдуард Францевич Панушевский по трех и девятипольной системе. В селе имеется одна церковно-приходская школа, 15 крестьянских ветряных мельниц, 3 кузницы».

Радянська окупація в селі була проголошена в січні 1918 року. Першим головою сільради був обраний Завгородній Панас Лукович. На території села була унікальна церква. За спогадами жителя села В. Д. Дворового

«Воронівська церква нагадувала собою головний шпиль Київського собору. Тільки та різниця, що на ній була одна-єдина червоного кольору баня, а зверху — хрест вогненний. Овальної форми вікна засклені різнокольоровим склом, ошальовані стіни пофарбовані в небесний колір. Внутрішнє оздоблення я побачив аж тоді, коли нас, школярів, вчителі повели викидати з неї в піонерське вогнище ікони, книги. У центрі храму його куполоподібного склепіння було зображення Ісуса Христа».

Село постраждало внаслідок геноциду українського народу, проведеного окупаційним урядом СРСР в 1923—1933 та 1946–1947 роках. Під час Голодомору 1932—1933 років померло щонайменше 48 жителів села.
У 1941–1945 роках у лавах Червоної армії з села воювало 347 осіб, з них 176 загинуло. 3а мужність і героїзм, виявлені в боях, орденами й медалями СРСР нагороджено 203 осіб. Полковнику П. Ф. Штаньку присвоєно звання Героя Радянського Союзу. У Воронівці споруджено два пам'ятники воїнам, які загинули в боях за звільнення села.
У 1961 році в селі був організований радгосп «Вільшанський» з трьох колгоспів: «Комінтерн», «Чапаєва», «Комунар», які функціонували до цього на території села. Станом на 1972 рік в селі проживав 1 791 мешканець, на території Воронівки містилося два відділення радгоспу, центральна садиба якого була розташована в селі Вербівці. Тоді тут діяли два млини, дві деревообробні і три механічні майстерні. В селі працювала восьмирічна школа, у якій навчалося 238 учнів, клуб на 300 місць, дві бібліотеки з фондом 9,8 тисяч книг, пологовий будинок, фельдшерсько-акушерський пункт.

## Сучасність
На території села працює сільська рада, відділення зв'язку, фельдшерсько-акушерський пункт, сільський центр культури та дозвілля, сільська бібліотека, навчально-виховний комплекс «Загальноосвітня школа І-ІІ ступенів — дошкільний навчальний заклад».
На сьогодні на Воронівських землях діють три сільськогосподарських товариства: СТОВ «Журавське», ТОВ «Нова Нива», ТОВ «Золота рибка», ПВКП «Обівік», риборозплідник, одне фермерське господарство, а також приватні підприємці обробляють землі села.
У 2003 році в селі відкрито православну церкву Іоана Богослова.

## Відомі люди
- Арабський Віктор Романович (1969—2015) — старший сержант Збройних сил України, учасник російсько-української війни.
- Ткаченко Василь Антонович (1968—2015) — старший прапорщик Збройних сил України, учасник російсько-української війни.

## У літературі
Село є місцем подій дитячих книг «Ганнуся», «Сині води» та «Сторожова застава» Володимира Рутківського.